# Melle, Deux-Sèvres
Om andra betydelser, se Melle
Melle är en kommun i departementet Deux-Sèvres i regionen Nouvelle-Aquitaine i västra Frankrike. Kommunen ligger i kantonen Melle som tillhör arrondissementet Niort. År 2018 hade Melle 3 525 invånare.

## Befolkningsutveckling
Antalet invånare i kommunen Melle
| Referens: INSEE |